# Malgaši
Malgaši je kolektivni naziv za skupinu naroda i plemena s Madagaskara. Podrijetlo uglavnom vode od malajsko-polinezijskih moreplovaca s područja današnje Indonezije za koje se smatra da su se iskrcali na dotada nenastanjenom otoku prije 1500 ili 2000 godina. Nešto kasnije su se, zbog trgovine i drugih kontakata s afričkim kopnom, među Malgašima počele pojavljivati primjese Bantu i drugih afričkih naroda, kao i tragovi miješanja s arapskim trgovcima.
Malgaši se danas dijele na pet glavnih skupina; - Merine i Betsileo (koji žive na centralnoj visoravni i izgledom odaju polinežansko porijeklo), Betsimisarake, Tsimihete i Sakalave (koji žive na obalama i čiji izgled odaje afrički utjecaj). Od svih njih najbrojnije su Merine koje čine 25 % stanovništva otoka.
Osim njih na Madagaskaru žive i ostale manje etničke grupe; Antaifasy,
Antemore, Antaisake, Antambahoake, Antandroji,
Antankarane, Antanosiji, Bare, Bezanozani, Karane, 
Mahafali, Makoa, Mikéa, Sihanake, Sinoji, Tanale,
Tsimiheti, Vazahe, Vazimbe, Vezo, Zafimaniry i Zafisoroji.
Oko 50 % svih Malgaša su animisti, dok su 45 % kršćani - podijeljeni na katolike i protestante,na sjeverozapadu postoji muslimanska zajednica od oko 7%. 
Malgaši govore malgaškim jezikom, dok je među višim i obrazovanijim slojevima raširen francuski.